# Escaryus oligopus
Escaryus oligopus är en mångfotingart som beskrevs av Carl Graf Attems 1904. Escaryus oligopus ingår i släktet Escaryus och familjen småjordkrypare. Inga underarter finns listade i Catalogue of Life.